# Sugpiaq

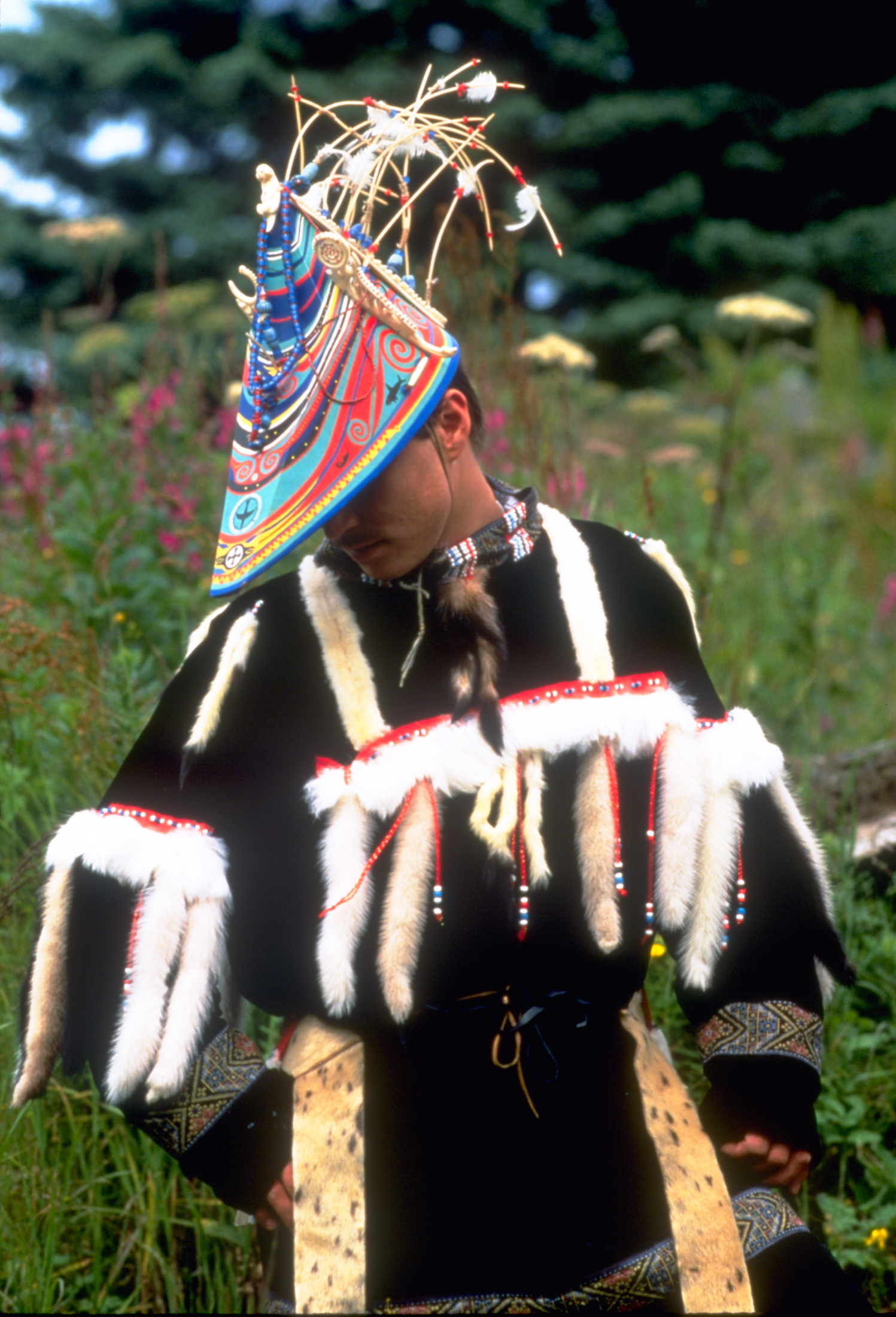
Tänzer der Sugpiaq in traditioneller Tracht (Alutiiq Agnguaq)

Die Sugpiaq („wahre/echte Person“, Plural: Sugpiat - „wahres/echtes Volk“ - abgeleitet von Sug/Suk - „Person“ + -piaq (Singular) bzw. -piat (Plural) - „wahr“, manchmal auch Suuget - „Volk“) oder Alutiiq („Person von den Aleuten, bzw. Aleut“, Plural: Alutiit - „Volk von den Aleuten, bzw. Aleuten“) in South Central Alaska sind Ureinwohner Alaskas und eine der drei Stammes- und Dialektgruppen der Yupik (auch „Westliche Eskimo“ genannt).
Zu den „Yupik/Westlichen Eskimo“ gehören zudem die Yup'ik (Yupiaq) (Yupiaq - "wahre/echte Person", Plural: Yupiit / Yupiat - "wahres/echtes Volk") im Westen/Südwesten Alaskas sowie die Yupik (Sibirische Yupik / Yuit) (Yuk - "wahre/echte Person", Plural: Yuit, Yupighyt - "wahres/echtes Volk") auf der Tschuktschen-Halbinsel in Tschukotka und der Region Kamtschatka im Nordosten Russlands sowie bis zur Sankt-Lorenz-Insel in Alaska. Die „Yupik/Westlichen Eskimo“ und „Inuit/Östlichen Eskimo“ sprechen jeweils zwei Dialektkontinua (Yupik und Inupiaq-Inuktitut) der Eskimosprachen der Eskimo-aleutische Sprachen und zählen kulturell zu den Eskimo-Völkern. Als solche zählen sie gemeinsam mit den Aleuten (Alëuten) zum nordamerikanischen Kulturareal der Arktis.

## Bezeichnung
Die Bezeichnung „Eskimo“ wird meist als Oberbegriff für verwandte arktische Volksgruppen benutzt die der Inuit-Kultur angehörten, die neben den Yupik (beiderseits der Beringstraße in Alaska und Russland) auch die Iñupiat (in Nordalaska) und Inuit (in Zentral- und Nordostkanada) und die Kalaallit (auf Grönland, die oft als „Grönland-Inuit“ bezeichnet werden) umfasst (jedoch nicht die entfernter verwandten Aleuten). Es gibt heute verstärkt den Versuch statt „Eskimo“ (in Alaska und Russland) den Begriff „Inuit“ (in Kanada und Grönland) für diese Volksgruppen zu verwenden, da „Eskimo“ kein Begriff aus der Sprache der so allgemein bezeichneten Ethnien ist. Jedoch ist „Inuit“ deshalb kein Ersatz für den Terminus „Eskimo“, da er nicht im Wortschatz aller um den Nordpol lebenden Volksgruppen enthalten ist. Diese Volksgruppen bezeichnen sich zwar ebenfalls als „wahre/echte Person/Mensch(en)“, doch je nach Sprachgruppe mit den Wörtern Yupik/Yupiit, Iñupiat, Inuit, Kalaallit, Sugpiaq/Sugpiat. Die Iñupiat halten die Bezeichnung „Eskimo“ keineswegs für herabsetzend. Bei den im mittleren Norden und im Nordosten Kanadas lebenden „Inuit“ sind die Auffassungen in dieser Frage dagegen unterschiedlich, die auf Grönland siedelnden „Grönland-Inuit“ bezeichnen sich heute meist als „Kalaallit“. Die „Sugpiat/Alutiit“ empfinden hingegen die früher übliche Bezeichnung als „Pazifik Eskimo“ als abwertend - auch die heute oft gebräuchliche Bezeichnung als „Pazifik Golf Yupik“ wird zurückgewiesen, da die nördlich lebenden Yup'ik (Yupiaq) zu ihren traditionellen Feinden zählten. Auch die historischen Bezeichnungen für die „Chugach Alutiiq/Sugpiaq“ als „Chugach Eskimo“, „South Alaska Eskimo“, „Sugpiak Eskimo“ und „Sugpiaq Eskimo“ wird von diesen als abwertend empfunden und zurückgewiesen.
Die heute meist gebräuchliche Bezeichnung als Alutiiq / Alutiit ist eine indigene Adaption der Bezeichnung der russischen Promyshlenniki für indigene Völker dieser Region (Aleuten und Alutiit) als „алеуты/aleuty“. Die „Alutiit/Sugpiat“ waren zudem kulturell stark von den direkt westlich lebenden Aleuten (Alëuten) beeinflusst, die zur gleichen Sprachfamilie zählen, und wurden daher oftmals mit diesen verwechselt bzw. als Teil der „Aleuten“ betrachtet.
Von den heute ca. 3.000 bis 3.500 „Alutiit/Sugpiat“ sprechen heute nur noch ca. 200 bis 400 noch ihre Sprache - das Alutiiq/Sugpiaq; sie unterteilen sich in zwei regionale Dialekt- und Stammesgruppen, die zwar gegenseitig verständliche Dialekte -  Alutiit’stun und Sugt’stun - sprechen/sprachen, sich jedoch kulturell bzw. historisch jeweils als verwandte jedoch unterschiedliche Stammesgruppen betrachten:
- die Koniag Alutiiq oder Koniag Sugpiag (sprechen den „Koniag-Dialekt“ bzw. Alutiit’stun, leben auf der Alaska-Halbinsel/Aleutian Peninsula (Aluuwiq oder Tamallkuaq) und auf dem Kodiak-Archipel mit den zwei größten Inseln Kodiak Island (Qikertaq/Qik'rtaq) („Insel“) sowie Afognak Island (Agw’aneq), bevorzugen als Eigenbezeichnung Alutiiq (Singular) bzw. Alutiit (Plural) um auf die historisch gewachsene Bindung zu den russischen Pelzhändlern und Siedlern hinzuweisen, historische Eigenbezeichnung: Koniagmiut/Kaniagmiut - „Volk von Kodiak Island“.)

- die Chugach Alutiiq oder Chugach Sugpiaq (sprechen den „Chugach-Dialekt“ bzw. Sugt’stun, leben in den Chugach Mountains, im Cook Inlet (Cúngáciq), auf der Kenai-Halbinsel und östlich dieser im Prinz-William-Sund (Suungaaciq) (Koniag Alutiiq: Ungalarmiut - „Volk des ungalaq, d. h. des Ost- oder Nordostwinds“) an der Südküste von Alaska, das Autonym „Chugach“ leitet sich wahrscheinlich von dem Alutiiq-Ortsnamen für Cook Inlet als Cúngáciq ab, wörtlich etwa „[Volk von] Cook Inlet“, bevorzugen als Eigenbezeichnung die traditionelle Bezeichnung aller „Alutiit/Sugpiat“ als Sugpiaq (Singular) bzw. Sugpiat (Plural), historische Eigenbezeichnung Chugachigmiut. Die heutigen Toponyme sind auf die Chugach Alutiiq zurückzuführen: Chugach National Forest, Chugach Mountains, Chugach State Park und die Chugach Alaska Corporation (CAC) sowie die Chugachmiut[10], dem Namen einer Alaska Native Regional Non-profit Organization.)

Die „Alutiit/Sugpiat“ trieben Handel und heirateten unter den Aleuten (Unangan/Unangas) auf den Aleuten, den Yup'ik und den Dena'ina Athabaskan im Norden und den Tlingit (Lingit) im Osten. Mündliche Überlieferungen berichten jedoch auch von Kämpfen, die um Territorien und Ressourcen geführt wurden.

## Historische Siedlungsgruppen bzw. Stämme
- Koniagmiut/Kaniagmiut (Koniag-Sugpiaq): Ugaassarmiut („Volk entlang des Ugashik Rivers“), Qikertarmiut/Qik’rtarmiut („Volk der Insel (Kodiak Island)“), Aluuwirmiut/Aluuwirmiu’at („Volk von Aluuwiq [einem Ortsnamen auf der Alaska-Halbinsel]“), Imamsuat („Volk des Meeres“), Tangirnarmiut („Volk von [der Siedlung] Tangirnaq [auf Woody Island]“, die Russen nannten diese Siedlung Ostrov Leisnoi oder „bewaldete Insel“.).[11]
- Chugachigmiut (Chugach-Sugpiaq): Tyanirmiut, Shuqlurmiut, Nutyirmiut, Palugvirmiut, Alukarmiut, Atyarmiut, Talitlarmiut, Kangirtlurmiut, Ugalakmiut.[12]

## Heutige Alutiit/Sugpiat Native Villages
Die Ureinwohner Alaskas sind heute nach dem Alaska Native Claims Settlement Act in zwölf Alaska Native Regional Corporations (Gebietskörperschaften) und in über 200 Alaska Native Regional Corporations (Körperschaften) auf Ebene der Alaska Native Village organisiert:

### Koniag Alutiiq/Sugpiag
Koniag, Incorporated (Nachfahren der Qikertarmiut/Qik'rtarmiut - „Volk der Kodiak-Insel“)
- Native Village of Afognak (Ag’waneq)
- Akhiok Tribal Council
- Kaguyak Village Tribe (Kasukuak)
- Native Village of Karluk (Kal’ut)
- Native Village of Larsen Bay (Uyaqsaq)
- Sun’aq (Shoonaq') Tribe of Kodiak
- Alutiiq Tribe of Old Harbor (Nuniaq)
- Native Village of Ouzinkie (Uusenkaa)
- Native Village of Port Lions (Masiqsirraq)

Bristol Bay Native Association (Nachfahren der Aglegmiut/Aluuwirmiu’at - „Volk der Alaska-Halbinsel“)
- Native Village of Chignik Lagoon/Cirniq Lagoon
- Native Village of Chignik Lake/Cirniq Lake (Igyaraq)
- Chignik Bay Tribal Council (Native Village of Chignik)
- Native Village of Ivanof Bay/Ivanof Bay Tribe
- Native Tribe of Kanatak
- Native Village of Perryville (Perry-q)
- Native Village of Port Heiden (Meshik)
- Native Village of South Naknek (Qinuyang)
- Tangirnaq (Woody Island) Native Village (Tangirnarmiut - „Volk von [der Siedlung] Tangirnaq [auf Woody Island]“, die Russen nannten diese Siedlung Ostrov Leisnoi oder „bewaldete Insel“.)
- Ugashik Traditional Village (Ugaassarmiut - „Volk entlang des Ugashik Rivers“)

### Chugach Alutiiq/Sugpiaq
Chugach Alaska Corporation
- Native Village of Chenega (Caniqaq)
- Native Village of Eyak (Igya’aq)
- Nanwalek IRA Council (English Bay/Alexandrovsk) (Nachfahren der Unixkugmiut/Unegkurmiut[16] im heutigen Kenai-Fjords-Nationalpark)
- Port Graham Village Council (Paluwik) (Nachfahren der Unixkugmiut/Unegkurmiut im heutigen Kenai-Fjords-Nationalpark)
- Qutekcak Native Tribe (Seward / Qutalleq)
- Tatitlek IRA Council (Taatiilaaq)
- Valdez Native Tribe (Suacit)

### Alaska Native Villages mit Alutiiq/Sugpiaq
Cook Inlet Tribal Council (CIRI)
- Ninilchik Traditional Council[18] (Dena’ina, Chugach Sugpiaq, Western Ahtna und Yup'ik)
- Seldovia Village Tribe[19] (Unangax (Aleuten), Yupik, Chugach Sugpiaq, Dena’ina und Western Ahtna)

Alexander Creek, Incorporated
- Iliamna Village Council (General Central Yup'ik, Alutiiq und Dena’ina)
- Newhalen Tribal Council (als „Newhalen Village“ auch Teil der Alaska Peninsula Corporation)[20] (Yup'ik, Alutiiq und Dena’ina)